# أبشر حسين
أبشر حسين (من مواليد 10 أبريل 1959) هو طبيب سوداني وباحث وبروفيسور بجامعة الخرطوم. وهو معروف بتأسيس مجموعة داؤود البحثية، وهي منظمة غير ربحية تقدم رعاية صحية مجانية لمرضى المخ والأعصاب في السودان.

## مساره المهني
أبشر بروفيسورفي قسم الطب الباطني بجامعة الخرطوم.

## أعماله الخيرية
في عام 1995، أسس أبشر مجموعة داؤود البحثية (سميت باسم أستاذه داوؤد مصطفى خالد)، وهي منظمة غير ربحية تقدم الرعاية الطبية لمرضى المخ والأعصاب المحتاجين مجاناً. كجزء من مجموعة داؤود البحثية، يشرف أبشر على عيادة داؤود الخيرية، في بانت، حيث يعالج المرضى مجانًا كل يوم جمعة. يأتي إلى هذه العيادة المرضى من جميع أنحاء السودان. كما أنه يستخدم عائده من عيادته الخاصة لدعم المرضى المحتاجين للأدوية المجانية ويغطي تكاليف نقلهم. كما يحضر عيادة داوود الخيرية عدد من الأطباء وطلاب الطب. وعادة ما تستمر حتى صلاة الفجر. كما أسس عيادة داؤود الخيرية المتنقلة، حيث يشارك فيها عدد من المتطوعين، بما في ذلك أطباء وطلاب الطب حيث يتجهون لتقديم خدمات الرعاية الصحية لمرضى المخ والأعصاب مجاناً في المناطق الريفية حول السودان.